# Винцальо
Винца̀льо (на италиански: Vinzaglio; на пиемонтски: Vinsàj, Винсай) е село и община в Северна Италия, провинция Новара, регион Пиемонт. Разположено е на 124 m надморска височина. Населението на общината е 582 души (към 2013 г.).